# Volt egyszer egy erdő
A Volt egyszer egy erdő (eredeti cím: Once Upon a Forest) 1993-ban bemutatott amerikai rajzfilm, amelyet Charles Grosvenor rendezett. Az animációs játékfilm producerei Mark Young és Kelly Ward. A forgatókönyvet Mark Young és Kelly Ward írta, a zenéjét James Horner szerezte. A Hanna-Barbera gyártásában készült, a 20th Century Fox forgalmazásában jelent meg. Műfaja drámai kalandfilm.
Amerikában 1993. június 18-án mutatták be a mozikban, Magyarországon 1995. november 2-án adták ki VHS-en.

## Cselekmény
Az erdőben játszódó történet főszereplői kisállatok, akiknek élete nem gondtalan, nagy kalandoknak néznek elébe, hogy egyik kis társukat megmentsék.

## Szereplők
| Szereplő                | Eredeti hang           | Magyar hang     |
| ----------------------- | ---------------------- | --------------- |
| Cornelius               | Michael Crawford       | Horkai János    |
| Abigail                 | Ellen Blain            | Dögei Éva       |
| Edgar                   | Benji Gregory          | Polgár Péter    |
| Russell (Roland)        | Paige Gosney           | Simonyi Balázs  |
| Michelle                | Elisabeth Moss         | Molnár Ilona    |
| Phineas                 | Ben Vereen             | Maróti Gábor    |
| Willy                   | Will Estes             | Molnár Levente  |
| Waggs                   | Charles Adler          | Halmágyi Sándor |
| Abigail apja            | Paul Eiding            | Wohlmuth István |
| Edgar anyja             | Janet Waldo            | Szabó Éva       |
| Russell (Roland) anyja  | Susan Silo             | N/A             |
| Russell (Roland) bátyja | Benjamin Kimball Smith | N/A             |
| Russell (Roland) nővére | Haven Hartman          | N/A             |
| Bosworth anyja          | Angel Harper           | Kocsis Mariann  |
| Bosworth (Bonifác)      | Rickey D’Shon Collins  | Vicsek Miklós   |
| Lápi madár (Bonifác)    | Don Reed               | N/A             |
| Kamion sofőr            | Robert David Hall      | N/A             |
| Gyöngybagoly            | Frank Welker           | saját hangján   |

## Betétdalok
| 1.    | Once Upon a Time with Me                       | James Horner és Will Jennings                                         | Florence Warner             | 5:56 |
| 2.    | The Forest                                     |                                                                       |                             | 9:11 |
| 3.    | Cornelius's Nature Lesson                      |                                                                       |                             | 3:41 |
| 4.    | The Accident                                   |                                                                       |                             | 4:24 |
| 5.    | Bedside Vigil                                  |                                                                       |                             | 2:15 |
| 6.    | Please Wake Up                                 | James Horner, Will Jennings, Michael Tavera, Kelly Ward és Mark Young | Michael Crawford            | 2:36 |
| 7.    | The Journey Begins                             |                                                                       |                             | 8:08 |
| 8.    | He's Back                                      | A. Crouch, Sandra Crouch és James Horner                              | Ben Vereen és Andrae Crouch | 2:00 |
| 9.    | Flying                                         |                                                                       |                             | 4:49 |
| 10.   | Escaping from the Yellow Dragons / The Meadow  |                                                                       |                             | 6:36 |
| 11.   | Flying Home to Michelle                        |                                                                       |                             | 6:32 |
| 12.   | The Children / Maybe One Day..., Maybe One Day |                                                                       |                             | 4:41 |
| 13.   | Once Upon a Time With Me / End Credits         |                                                                       |                             | 5:56 |
| 66:05 |                                                |                                                                       |                             |      |